# Joseph Zängl
Joseph Zängl (* 1755; † 1827 in München) war Stadtbuchdrucker in München.
1802 gründete er mit dem Münchner Tagblatt die erste täglich erscheinende Lokalzeitung der Stadt.
Im Stadtteil Ramersdorf wurde ein Weg nach Zängl benannt.